# Leon Chua

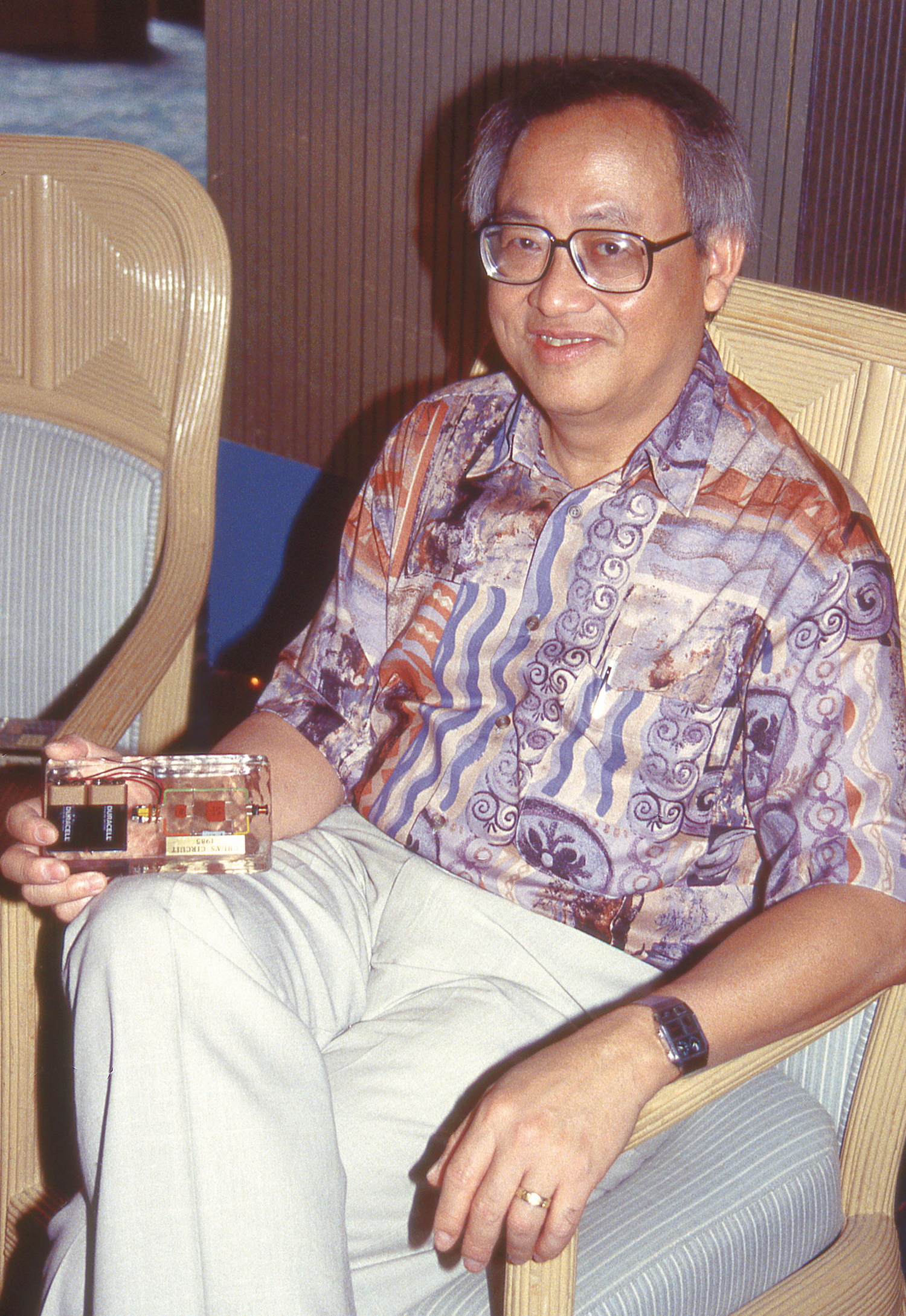
Leon Chua

Leon O. Chua (på kinesiska: 蔡少棠), född den 28 juni 1936 på Filippinerna, är en amerikansk datavetare och professor i elektronik och bland annat upphovsman till teorin bakom memristorn.
Memristorn var ett resultat av L. Chuas teoretiska arbete med att förklara hysteres bättre och han publicerade sina teorier om memristorn 1971 i volym 18 av IEEEs journal. Det var dock inte förrän 37 år senare som de praktiska resultaten nådde offentlighetens ljus. I Nature nummer 453 (1 maj 2008) presenterade HP Labs sina framsteg med memristorer.

## Fotnoter
1. ↑  Memristor-The missing circuit element, L. Chua, IEEE Volume 18, Issue 5, Sep 1971 Page(s): 507 - 519.
2. ↑  Nature News
3. ↑  Electronics: The fourth element, James M. Tour & Tao He, Nature 453, 1 maj 2008.
4. ↑  The missing memristor found, Dmitri B. Strukov, Gregory S. Snider, Duncan R. Stewart & R. Stanley Williams, Nature 453, 1 maj 2008.